# Polze cap amunt

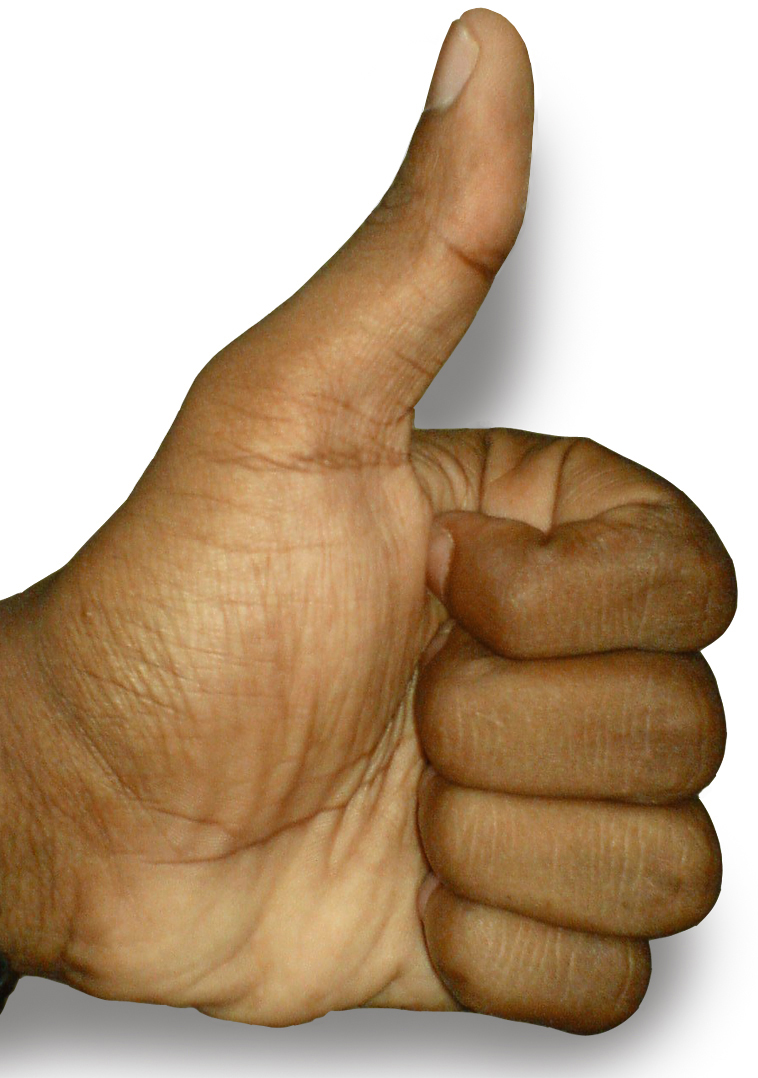
El polze cap amunt

Polze cap amunt o, el seu contrari, el polze cap avall, és un gest de la mà en què es manté el puny tancat i el polze apuntant cap amunt o cap avall (en el cas del polze cap avall) ; s'utilitza a la vida quotidiana respectivament com a senyal d'aprovació o desaprovació. Aquests gestos han adquirit un valor metafòric en anglès : així, la frase " El meu cap va donar el polze cap amunt a la meva proposta Vol dir que el cap ha aprovat la proposta (si ha fet o no el gest, que pot semblar improbable en el context formal de l'obra) i es traduiria al francès gràcies a l'equivalència. : " El meu cap va donar llum verda al meu projecte ".
Els caràcters Unicode 👍 i 👎 representen un polze cap amunt i un polze cap avall, respectivament. Va ser utilitzat per primera vegada l'any 1924 durant unes eleccions municipals al Brasil.

## Orígens

### Roma antiga

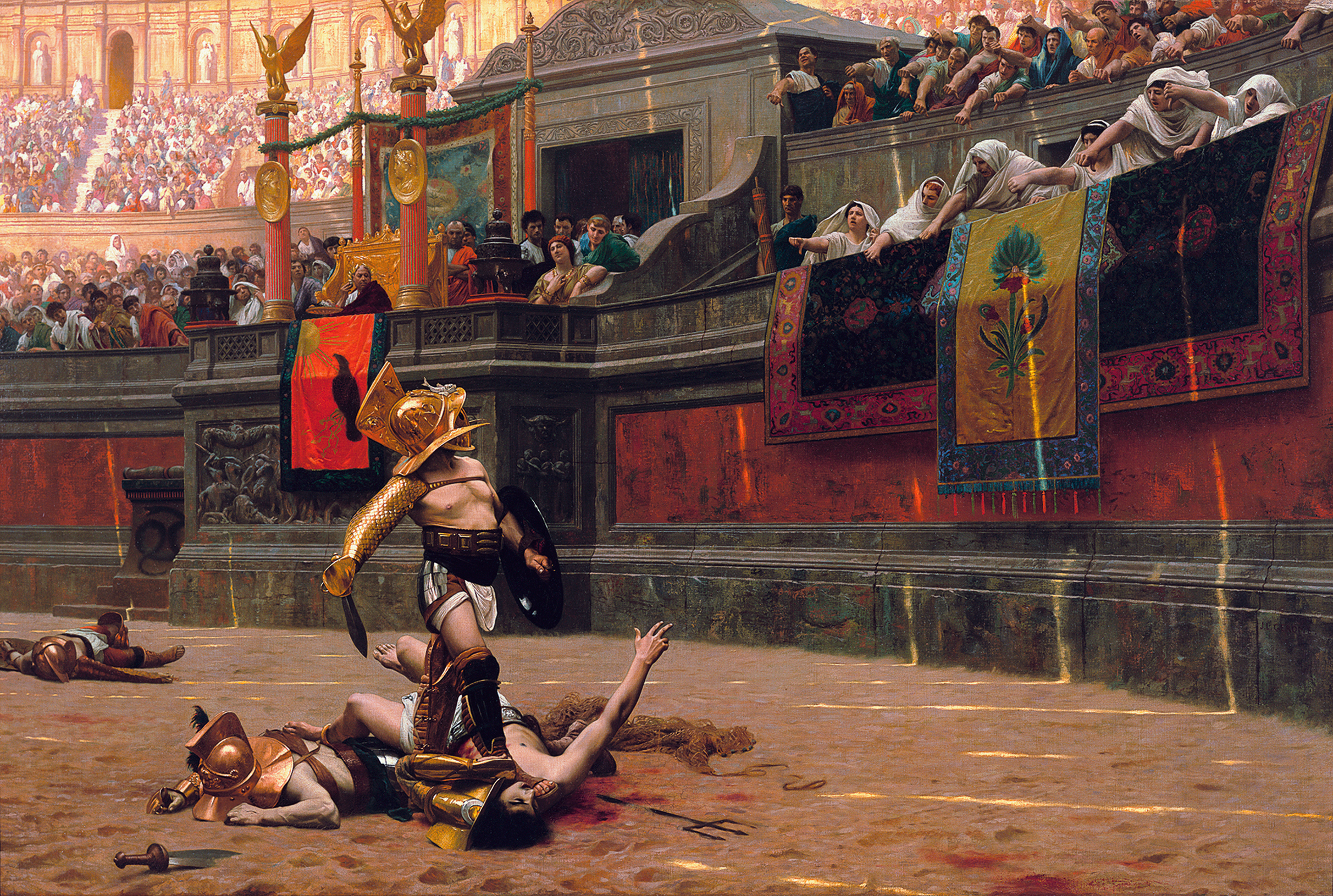
Pollice verso (1872) de Jean-Léon Gérôme és un dels referents de la imatge del polze cap avall en la cultura popular.

L'expressió llatina pollice verso s'utilitza en el context dels combats de gladiadors, per designar un gest amb la mà fet per les multituds de l'Antiga Roma per jutjar un gladiador derrotat. Tanmateix, el tipus de gest que descriu aquesta expressió pollice verso i el sentit que se li ha de donar segueix sent imprecís, tant des del punt de vista històric com literari.
En la cultura popular, s'ha suposat erròniament que un polze cap avall significava la condemna a mort d'un gladiador en cas de derrota, amb un polze cap amunt salvant el lluitador. Aquesta imatge va ser àmpliament distribuïda al segle xix per la pintura de Jean-Léon Gérôme Pollice verso que representa el triomf d'un gladiador que espera el veredicte de la multitud.

### Edat mitjana
Un altre origen del gest es remunta a un costum medieval on el dit polze cap amunt simbolitzava l'èxit d'una transacció comercial i segellava l'acord. Amb el temps, els polzes cap amunt van arribar a representar l'harmonia i els bons sentiments.

### Segona Guerra Mundial
Durant la Segona Guerra Mundial, els pilots dels portaavions nord-americans van adoptar un polze cap amunt per advertir a la tripulació de coberta que estaven preparats per marxar i que es podien treure els blocs de les rodes.

Mateusz Morawiecki, antic primer ministre de Polònia, 2025

Es podria haver originat amb els Flying Tigers amb seu a la Xina, que van ser dels primers nord-americans implicats en la Segona Guerra Mundial.

## El significat d'aquest gest arreu del món
Els xinesos dirien " 挺好 的 "(" Ting Hao de "), Que significa" molt bo / bo ", I faria el gest de dit polze cap amunt que en xinès vol dir" Ets el número u. Els alts funcionaris del govern xinès ho veuen com un gran signe de respecte. Gairebé tothom a la Xina (i bona part del món) reconeix aquest gest.
Segons Luís da Câmara Cascudo, els brasilers van adoptar un polze cap amunt en veure com ho feien els pilots nord-americans amb seu al nord del Brasil durant la Segona Guerra Mundial.
El sentit positiu d'aquest gest s'ha estès arreu del món amb la generalització d'internet i l'ús del pictograma corresponent a les xarxes socials, en particular Facebook, que n'ha fet el seu codi d'aprovació o interès (like).

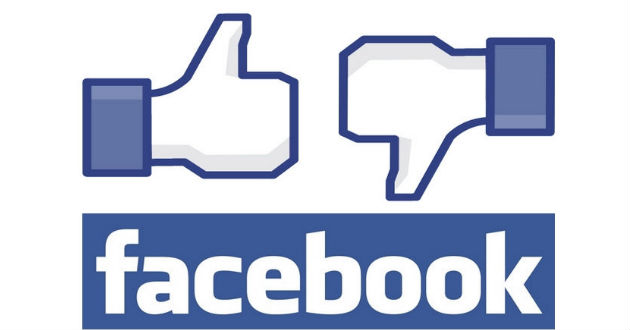

Tanmateix, el dit polze cap amunt es tradueix tradicionalment com el més vulgar dels insults gestuals en alguns països de l'Orient Mitjà, anàleg al dit mitjà a moltes altres parts del món. La seva interpretació més directa és "Fuck you, man ! ". Aquest gest té les mateixes connotacions pejoratives a regions de l'Àfrica occidental, Amèrica del Sud, Iran, Iraq i Sardenya si hem de creure el llibre de Roger E. Axtell: The Do's and Taboos of Body Language Around the World.

## El significat d'aquest gest en contextos concrets
Aquest gest el fan servir els autoestopistes per demanar que els agafin inclinant el polze en la direcció desitjada.
En busseig, aquest signe significa " tornar a pujar ", I no s'ha de confondre amb el signe" D'acord ”Que es fa amb la mà oberta amb el dit polze i índex units.